# Psittacotherium
Psittacotherium – rodzaj wymarłego ssaka zaliczanego do rzędu Cimolesta. Zamieszkiwał on tereny dzisiejszej Ameryki Północnej we wczesnym paleocenie.
Jedyny gatunek tego rodzaju, P. multifragum, posiada wiele synonimów: Hemiganus vultuosus, P. aspasiae, P. megalodus. 